# Подводный центр обработки данных
Project Natick, или Подводный центр обработки данных — обособленная герметичная ёмкость с оборудованием, опущенная в цистерне под воду в инертной среде. Концепт подводного дата-центра возник как идея Microsoft с 2014 года, и уже в 2018 году под воду была опущена экспериментальная цистерна. Проект получил название Project Natick. Корпорация Microsoft считает, что подводные центры обработки данных надёжны, практичны и стабильно используют энергию.

## Итоги эксперимента
По предварительным итогам эксперимента обнаружился ряд преимуществ подводного размещения серверов. По данным Microsoft, около 50 % людей живут в прибрежной зоне. Размещение серверов в прибрежной зоне дает наименьшее время отклика на сервер. Охлаждение серверов можно осуществить гораздо лучше и эффективнее благодаря сжатой газовой атмосфере — азоту, который подают под большим давлением в замкнутую герметичную ёмкость, содержащую серверы, — таким образом исключается влияние кислорода и пыли. Microsoft заявила, что уровень отказа оборудования составил 1/8 от такого же уровня, как в наземных дата-центрах. Вода, окружающая цистерну, является эффективным охладителем, а азот под давлением является в несколько раз более эффективным теплоносителем. Ещё одной особенностью заявлена безопасность размещенного оборудования: подобный подход размещения не требует охраны, штата охраны и инфраструктуры управления доступом людей к помещению.